# Índex de desenvolupament humà relatiu al gènere
L'Índex de desenvolupament humà relatiu al gènere (IDG) és un indicador social similar a l'Índex de desenvolupament humà (IDH) que mesura les desigualtats socials i econòmiques entre dones i homes. L'IDG es defineix com a "una mesura amb perspectiva de gènere que té en consideració l'impacte del desenvolupament humà en la bretxa de gènere existent en els tres components de l'IDH" (Klassen 243). L'IDG es concentra en la distribució de la riquesa i el benestar d'un país en concret segons el sexe.
Es basa en els tres components i indicadors següents:
1. Vida llarga i saludable: es mesura a partir de l'esperança de vida al néixer de cada sexe (l'IDG assumeix que les dones viuen una mitjana de cinc anys més que els homes).
2. Educació: es mesura per la taxa d'alfabetització dels adults i la taxa bruta combinada de matriculació en educació primària, secundària i terciària per sexe.
3. Nivell de vida digne: es mesura per la estimació d'ingressos percebuts per sexe (l'IDG considera la bretxa salarial en termes dels ingressos nets percebuts).[1]

## Història
L'IDG va ser elaborat juntament amb la Mesura d'apoderament de gènere (MAG) l'any 1995 pel Programa de les Nacions Unides per al Desenvolupament. L'objectiu d'aquestes mesures era afegir una dimensió amb perspectiva de gènere a l'IDH.
L'IDG, la MAG i l'IDH es van crear per contraposició a les mesures de desenvolupament més tradicionals basades en els ingressos com el Producte interior brut (PIB) i Producte nacional brut (PNB).